# 플로렌틴 라메
플로렌틴 라메(Florentine Lahme, 1974년 7월 21일 ~ )는 독일의 배우, 영화배우이다.
베를린에서 태어났다.

## 방송
- 디파잉 그래비티

## 영화
- 거대말벌의 습격 (2015년)
- 파이어 : 테러와의 전쟁 (2009년) - 이브 메이 역
- 임팩트 (2008년)
- 왜 남자는 경청을 못하고 여자는 주차를 못할까? (2007년) - 타냐 슈나이더 역
- 귀 없는 토끼 (2007년)
- 캐스팅 어바웃 (2004년) - 본인 역